# Фоли, Джон Патрик
Джон Патрик Фоли (англ. John Patrick Foley; 11 ноября 1935, Дарби, США — 11 декабря 2011, там же) — американский куриальный кардинал. Титулярный епископ Неаполи ди Проконсоларе с 5 апреля 1984 по 24 ноября 2007. Председатель Папского Совета по Массовым Коммуникациям с 5 апреля 1984 по 27 июня 2007. Великий магистр Рыцарского Ордена Гроба Господня с 27 июня 2007 по 29 августа 2011. Кардинал-дьякон с титулярной диаконией Сан-Себастьяно-аль-Палатино с 24 ноября 2007.

## Ранняя жизнь, образование и священство
Родился Джон Патрик Фоли 11 ноября 1935 года в госпитале Фицджеральд-Мерси, Дарби, штат Пенсильвания, пригороде Филадельфии. Единственный сын Джона Эдварда Фоли и Регины Вот. Джон Фоли учился в предварительной школе Святого Иосифа; Колледже Святого Иосифа, где он получил степень бакалавра истории в 1957 году. Окончил семинарию имени Карло Борромео в Винвуде, где заработал докторантуру по философии и школу журналистики Колумбийского университета, зарабатывая себе степень магистра в журналистике.
Он был рукоположён в сан священника кардиналом Джоном Кролом 19 мая 1962 года, в кафедральном соборе Филадельфии, для архиепархии Филадельфии, и служил свою первую мессу на следующий день в церкви Святого Духа в Шэрон Хилле, Пенсильвания.
Он получил свой лиценциат — степень в философии в 1964 году и свою докторантуру Cum laude в 1965 году в Папском Университете Святого Фомы Аквинского (Angelicum) с диссертацией по теме: «Естественное право, естественные права и Суд Уоррена».
Он служил помощником редактора и римским корреспондентом для епархиальной газеты The Catholic Standard & Times. С 1970 года по 1984 год он был редактором газеты, а 18 января 1976 года он стал Почётным прелатом Его Святейшества.

## Председатель Папского Совета по массовым коммуникациям
5 апреля 1984 года Фоли был назначен председателем Папского Совета по массовым коммуникациям и титулярным архиепископом Неаполи ди Проконсоларе папой римским Иоанном Павлом II. Он получил свою епископскую ординацию 8 мая этого же года, в кафедральном соборе Филадельфии от кардинала Крола, которому помогали титулярный епископ Рамсбирии Мартин Николас Лохмаллер, ауксилиарий Филадельфии и епископ Аллентауна Томас Джером Уэлш, став таким образом священнослужителем которого и в священники, и в епископы посвящал один и тот же человек — кардинал Джон Крол.
В 1995 году, к столетию кинематографа, Папский Совет по массовым коммуникациям, под руководством Фоли, обнародовал список «величайших фильмов» всех времён, ставший известным как «Ватиканский список фильмов».
В период срока своего пребывания, архиепископ однажды «оскорбил» сообщество гомосексуалистов, описывая пандемию СПИДа как «естественное наказание за некоторые типы действий». Он также защищал исключительно мужское духовенство Церкви, сказав однажды: «Иисус ясно не рукополагал женщин в священники, и при этом он не разрешил Церкви делать так».
По смерти Иоанна Павла II, 2 апреля 2005 года, Фоли и все главные ватиканские должностные лица, в соответствии с традицией, автоматически потеряли свои посты в период Sede Vacante. Он был позже подтвержден как председатель Папского Совета папой римским Бенедиктом XVI 21 апреля этого же года.

## Дальнейшее служение в Римской курии
27 июня 2007 года папа римский Бенедикт XVI назвал его великим магистром Рыцарского Ордена Гроба Господня, заменяя уходящего на покой кардинала Карло Фурно. Великие магистры из двух Орденов — таким образом папские вице-короли, которые обеспечивают ватиканскую дипломатию процедурной поддержкой для создания движений, предлагают поправки и требуют голосования в сфере международной дипломатии.
Фоли, как председатель Совета, был наиболее долго служащим главой куриальной дикастерии до получения этого назначения; его преемником был назначен архиепископ Клаудио Челли, бывший Секретарь Администрации церковного имущества Святого Престола.
Архиепископ заседал в различных организациях, включая Национальную Конференцию христиан и евреев, Католическое Агентство печати Соединенных Штатов Америки и Канады, Комиссии по этике штата Пенсильвании и Национальной конференции католических епископов.

## Кардинал
17 октября 2007 года папа римский Бенедикт XVI объявил, что он назначит Фоли кардиналом. Фоли был возведён в Коллегию кардиналов на консистории в соборе Святого Петра 24 ноября 2007 года. Кардинал Фоли был назван кардиналом-дьяконом с титулярной диаконией Сан-Себастьяно-аль-Палатино.
12 июня 2008 года в дополнение к своим обязанностям он был назначен Бенедиктом XVI членом конгрегаций Римской курии: Конгрегации Богослужения и Дисциплины Таинств и Конгрегации Евангелизации Народов.
В четверг, 10 февраля 2011 года кардинал Фоли сообщил, что болен неизлечимой формой лейкемии и анемии и просит освободить его от должности Великого Магистра Рыцарского Ордена Гроба Господнего Иерусалимского. После личной встречи с Папой Бенедиктом XVI 24 февраля 2011 года была принята отставка с должности Великого Магистра Ордена по состоянию здоровья . Однако только 29 августа 2011 года официально было объявлено о его отставке.
11 декабря 2011 года, в 3 часа дня кардинал Фоли скончался на вилле Святого Иосифа, в Дарби, недалеко от Филадельфии. 16 декабря 2011 года состоялось погребение кардинала Фоли в кафедральном соборе Филадельфии.

## Разное
- Фоли вставал в 6:00, чтобы посмотреть CNN, чтобы «знать о чём молиться».[14]
- Фоли был помощником в английском языке для папы римского Иоанна Павла II при посещении в 1979 году Соединенных Штатов Америки.[15]
- Он был трезвенником[16] и самоописал себя шокоголиком.[17]
- Ему были предоставлены почётные степени Университета Святого Иосифа, Филадельфия (1985 год); Аллентаунского колледжа Святого Франциска Сальского (1990 год); Американского Католического Университета, Вашингтон, (1996 год); Колледжа Успения Богородицы, Вустер, (1997 год); Университета Regis, Денвер, (1998 год); Университета Джона Кэбота, Рим, 1998 год; Портлендского университета, 2007 год.
- Он был сделан рыцарем-командором с большим крестом ордена Северной Звезды Королевства Швеции (1991 год); рыцарь-командор с кругом Рыцарского Ордена Святого Гроба Господня Иерусалимского (1991 год); командор с большим крестом ордена Бернардо О’Хиггинса Республики Чили (1996 год); командор с большим крестом ордена Освободителя генерала Сан Мартина Республики Аргентины (2003 год).